# Corrientes-Kammratte
Die Corrientes- oder Goya-Kammratte (Ctenomys perrensi) ist eine Art der Kammratten. Die Art kommt endemisch im Nordosten von Argentinien vor, wo sie nur in der Provinz Corrientes nachgewiesen ist.

## Merkmale
Die Corrientes-Kammratte erreicht eine Gesamtlänge von 23,0 bis 27,0 Zentimetern, Angaben zum Gewicht der Tiere liegen nicht vor. Es handelt sich damit um eine mittelgroße Art der Gattung. Die Färbung ist dunkel sandbraun bis lehmfarben, wobei sich über die Mittellinie des Kopfes und des Rückens ein dunkler Streifen mit braunen und schwarzen Haaren zieht. Die Unterseite des Kopfes und die Bauchseite sind heller sandfarben und die Oberseiten der Vorder- und Hinterfüße sind mit dünnen weißen Haaren bedeckt.
Der Schädel ist vergleichsweise kurz und breit gerundet, es sind nur wenige kleine Schädelkämme ausgebildet. Der Zwischenaugenbereich ist breit und nicht sehr hoch, die Postorbitalfortsätze sind reduziert. Die oberen Schneidezähne ragen leicht in den Mundraum (opisthodont).
Der Karyotyp besteht aus einem doppelten Chromosomensatz von 2n = 50, 54, 56 oder 58 Chromosomen. Die Spermien sind symmetrisch.

## Verbreitung
Das Verbreitungsgebiet der Corrientes-Kammratte ist auf den Nordosten Argentiniens beschränkt, wo die Art endemisch nur in der Provinz Corrientes nachgewiesen ist.

## Lebensweise
Über die Lebensweise der Corrientes-Kammratte liegen wie bei den meisten Arten der Kammratten nur sehr wenige Informationen vor. Sie lebt wie alle Kammratten weitgehend unterirdisch in Gangsystemen. Als Lebensraum nutzt sie sandige Böden und sie ernährt sich generalistisch vegetarisch von den verfügbaren Pflanzen, vor allem von Gräsern und Laub.
Die Tiere sind Einzelgänger (solitär). Die Weibchen gebären Würfe von zwei bis vier Jungtieren, über die Fortpflanzung und Entwicklung liegen darüber hinaus keine Informationen vor.

## Systematik
Die Corrientes-Kammratte wird als eigenständige Art innerhalb der Gattung der Kammratten (Ctenomys) eingeordnet, die aus etwa 70 Arten besteht. Die wissenschaftliche Erstbeschreibung der Art stammt von dem britischen Zoologen Oldfield Thomas aus dem Jahr 1896, der sie anhand von Individuen aus Goya in der Provinz Corrientes in Argentinien beschrieb. Aufgrund von molekularbiologischen Daten wird sie der torquatus-Gruppe um die Halsband-Kammratte (Ctenomys torquatus) zugerechnet. Der Artzusatz im wissenschaftlichen Namen ehrt den Tiersammler Richard Perrens, der in Argentinien tätig war.
Innerhalb der Art werden neben der Nominatform keine Unterarten unterschieden.

## Status, Bedrohung und Schutz
Die Corrientes-Kammratte wird von der International Union for Conservation of Nature and Natural Resources (IUCN) als nicht gefährdet („least concern“) gelistet. Als Begründung werden die Toleranz der Bestände gegenüber Habitatveränderungen, die vermutete große Population und die wahrscheinlich geringen Bestandsrückgänge angegeben. Es wird angenommen, dass die Tiere zwei voneinander isolierten Populationen angehören. Dabei sind sie in ihrem Verbreitungsgebiet nicht selten.

## Belege
1. 1 2 3 4 5 6 7 8 9 10 11  Perrens’s Tuco-tuco. In: T.R.O. Freitas: Family Ctenomyidae In: Don E. Wilson, T.E. Lacher, Jr., Russell A. Mittermeier (Herausgeber): Handbook of the Mammals of the World: Lagomorphs and Rodents 1. (HMW, Band 6) Lynx Edicions, Barcelona 2016, S. 522. ISBN 978-84-941892-3-4.
2. 1 2 3 4  Ctenomys perrensi in der Roten Liste gefährdeter Arten der IUCN 2019. Eingestellt von: C. J. Bidau, 2019. Abgerufen am 30. April 2020.
3. 1 2  Ctenomys perrensi. In: Don E. Wilson, DeeAnn M. Reeder (Hrsg.): Mammal Species of the World. A taxonomic and geographic Reference. 2 Bände. 3. Auflage. Johns Hopkins University Press, Baltimore MD 2005, ISBN 0-8018-8221-4.
4. ↑  Beolens, Watkins & Grayson: The Eponym Dictionary of Mammals. JHU Press, 2009, S. 317 (Perrens).